# RusHydro
RusHydro (РусГидро) er en russisk vandkraftkoncern. I 2012 havde de en kapacitet på 34,9 gigawatt. Det er Ruslands største elproducerende virksomhed. De har hovedkvarter i Moskva og virksomheden blev etableret i 1993. Den russiske stat ejer 66,8 % af aktierne.
De driver over 20 vandkraftværker, hvilket omfatter Sayano-Shushenskaya Dam.